# Medulla (korstmos)

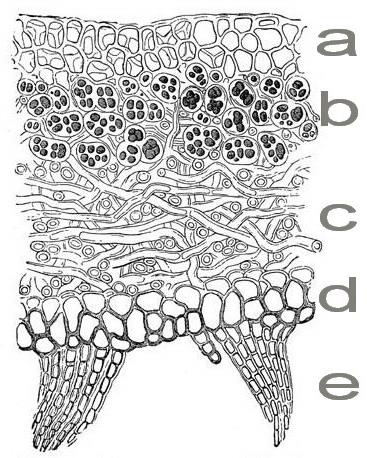
Pseudoparenchym bij korstmossen. Doorsnede van een heteromeer thallus: a. bovencortex; b. algenlaag (fotobiontzone); c. merg (medulla); d. ondercortex; e. aanhangsels

De medulla is een horizontale laag binnen de thallus van een korstmos. Het is een losjes gerangschikte laag van ineengestrengelde hyfen onder de bovenste cortex en fotobiontzone, maar boven de onderste cortex. De medulla heeft over het algemeen een donzig uiterlijk. Het is de breedste laag van een heteromeer thallus van korstmossen.